# Соколья Гора
Соколья Гора — деревня в Смоленском районе Смоленской области России. Входит в состав Козинского сельского поселения. Население — 62 жителя (2007 год). 
Расположена в западной части области в 6 км к востоку от Смоленска, в 8 км южнее автодороги Р134 «Старая Смоленская дорога» Смоленск — Дорогобуж — Вязьма — Зубцов, на берегу реки Днепр. 

## История
В годы Великой Отечественной войны деревня была оккупирована гитлеровскими войсками в июле 1941 года, освобождена в сентябре 1943 года.

## Транспорт
Вблизи деревни находится одноимённая железнодорожная станция на линии Колодня — Рославль, открытая в 1930 году.